# António Gomes de Abreu
António Gomes de Abreu (18 de agosto 1897 – ? de 1977) foi um forcado amador português. E fundador do  Grupo de Forcados Amadores de Santarém.
Forcado dos mais famosos, e cabo fundador em 1915 do Grupo de Forcados Amadores de Santarém, nasceu a 18 de Agosto de 1897 em Santarém. Frequentou a Escola de Regentes Agrícolas da cidade. Desde muito cedo manifestou entusiasmo pelas lides tauromáquicas, estreando-se na praça da sua terra em 1914, como bandarilheiro. Apesar da boa impressão que causou, dedicar-se-ia a pegar novilhos e toiros desde a adolescência, sendo um Forcado dos mais completos de sempre. Pertenceu anteriormente ao Grupo de Forcados do Ribatejo, cujo cabo era Jaime Godinho.
A 8 de agosto de 1915 surgiu como Cabo de um novo Grupo, os Forcados Amadores de Santarém, numa corrida realizada em Almeirim, na qual os estreantes pegaram dez toiros (cinco de António Branco Teixeira e outros cinco de Manuel Ribeiro Telles), lidados por David Luizello Godinho e D. Alexandre Mascarenhas (Fronteira). Forcado completíssimo, sob o seu comando o Grupo de Santarém contribuiu indelevelmente para a evolução técnica e artística desta singular expressão tauromáquica,
Apesar das muitas responsabilidades, não as temeu e, pelo contrário, fez delas motivo para elevar o prestígio do agrupamento que, enquanto o teve como Cabo – e foram 40 anos em que tal se verificou – conheceu consecutivas tardes de triunfo, não só em arenas portuguesas como nas espanholas, onde por várias vezes actuou.
Ao fim de uma carreira brilhantíssima, no decurso das quais pegou cerca de um milhar de toiros, António Abreu, no ambiente festivo de uma corrida realizada na praça do Campo Pequeno, entregou a chefia do Grupo a D. Fernando de Mascarenhas.
Foi esse «render da guarda» na tarde de 27 de Maio de 1945, na qual se lidaram toiros de Silva Vitorino para os cavaleiros Simão da Veiga, João Núncio, Fernando Salgueiro, D. Francisco de Mascarenhas e o espanhol Álvaro Domecq.

Durante ainda muito tempo António Abreu continuou a «assistir» ao grupo, sempre pronto a prestar-lhe o sábio conselho da sua experiência.